# Patricia Malvoisin
Patricia Malvoisin, née le 15 décembre 1954 à Aubervilliers, est une actrice française, connue pour avoir interprété le rôle de Carole dans son premier film Les hommes préfèrent les grosses.

## Filmographie

### Cinéma
- 1981 : Les hommes préfèrent les grosses de Jean-Marie Poiré : Carole
- 1982 : Les Sous-doués en vacances de Claude Zidi : Claudia
- 1986 : Association de malfaiteurs de Claude Zidi : Olivia
- 1987 : Le Solitaire de Jacques Deray : Brigitte
- 1991 : Génial, mes parents divorcent ! de Patrick Braoudé
- 1993 : Mauvais Garçon de Jacques Bral : la spectatrice
- 1993 : Les Marmottes d'Élie Chouraqui : Judith
- 1994 : Neuf mois de Patrick Braoudé : La gynécologue
- 2015 : Histoire de Judas de Rabah Ameur-Zaïmeche : Suzanne, la mère de Bethsabée

### Télévision

#### Séries télévisées
- 1980 : La Vie des autres d'Emmanuel Fonlladosa : Patricia
- 1982 : Les Enquêtes du commissaire Maigret de Jean-Paul Sassy (série télévisée), épisode : Le Voleur de Maigret
- 1983 : Les Cinq Dernières Minutes réalisé par Jean Chapot
- 1989 : Les Enquêtes du commissaire Maigret, épisode : Maigret et l'inspecteur malgracieux de Philippe Laïk
- 1994 : Ferbac réalisé par Sylvain Madigan
- 1997 : Le Grand Batre : Mathilde
- 1997 : Jamais deux sans toi...t de Bernard Dumont, Emmanuel Fonlladosa
- 1998-2008 : Sous le soleil : Catherine Lorenzi
- 1998 : Les Vacances de l'amour : Laura Roth Patrick
- 2001 :  PJ Saison 5 épisode 10, Dopage : Louise Lambert
- 2006 : Cœur Océan de Cécile Berger
- 2008 : Cinq Sœurs : Mylène Forrest
- 2008 : Julie Lescaut de Jean-Michel Fages : Laure Durieux
- 2009 : Seconde Chance : Louise Martineau
- 2011-2014 : Le Jour où tout a basculé : Anne-Marie / Eugénie
- 2012 : Camping Paradis : Catherine Véron
- 2012 : Boulevard du Palais réalisé par Marc Angelo : l'avocate de Xavier Delbarre
- 2013 : Petits secrets entre voisins
- 2016 : Instinct réalisé par Marwen Abdallah : Christine Marcoux, la psy

#### Téléfilm
- 1996 : Le Crabe sur la banquette arrière de Jean-Pierre Vergne : Thérèse